# 란춘루역
란춘루역(중국어: 蓝村路站,영어: Lancun Road Station)은 상하이 푸둥 신구의 란춘루(蓝村路)에 존재하는 지하철 역이다. 상하이 지하철 4호선과 6호선이 교차하며, 환승할 수 있는 역이다.

## 개요
상하이 지하철 4호선과 6호선이 교차하며, 환승할 수 있는 역이다. 4호선은 지하 섬식 역이며, 6호선 역은 지하섬식 역으로 2007년 12월 29일에 개통되었다. 두 노선이 역사를 공유한다.

## 역사
- 2005년 12월 31일 4호선 개통
- 2007년 12월 29일 6호선 개통

## 버스 환승
- 버스노선: 170, 219, 338, 451, 610, 639, 736, 746, 779, 785, 792, 795, 798, 814, 819, 871, 967, 980, 984、隧道九线、东川专线, 169, 629, 973

## 주변
- 둥팡루(东方路)
- 란춘루(蓝村路)

## 출구
4호선과 6호선이 역사를 공유한다,
- 1번출구: 둥팡루(东方路) 동쪽，란춘루(蓝村路) 북쪽
- 2번출구: 둥팡루(东方路) 동쪽，란춘루(蓝村路) 남쪽
- 3번출구: 란춘루(蓝村路) 북쪽，둥팡루(东方路) 서쪽

## 같이 보기
- 상하이 지하철
- 상하이 지하철 4호선
- 상하이 지하철 6호선